# Broad Channel (Queens)
Pour les articles homonymes, voir Broad Channel.
Broad Channel est un quartier de l'arrondissement du Queens à New York situé sur l'île de Rulers Bar Hassock (appelé aussi localement Broad Channel Island) dans la baie de Jamaica au sud-ouest de Long Island. Ce quartier fait de l'île sur laquelle il s'est développé, la seule de la baie qui soit réellement urbanisée.

## Situation
L'île Broad Channel Island est traversée du nord au sud par une artère, le Cross Bay Boulevard (« Boulevard de franchissement de la baie ») qui permet notamment de relier le quartier de Howard Beach à la péninsule de Rockaway, par l'intermédiaire de deux ponts : le Joseph P. Addabbo Memorial Bridge au nord et le Cross Bay Veterans Memorial Bridge au sud.
Broad Channel est l'un des terminus du S Rockaway Park Shuttle (localisation de la gare : 40° 36′ 30″ N, 73° 48′ 57″ O).